# Last Man Standing (альбом Віллі Нельсона)
Last Man Standing — шістдесят сьомий сольний студійний альбом американського співака Віллі Нельсона, представлений 27 квітня 2018 року під лейблом Legacy Recordings. Дана робота отримала високі оцінки музичних критиків і Metacritic рейтинг 84 на основі оглядів одинадцяти критиків, що вказує на «загальне визнання». Альбом дебютував під номером 3 у чарті «Billboard» «Top Country Album» з 26 000 еквівалентних альбомних одиниць, переважно в традиційних продажах альбомів. За другий тиждень було продано ще 8700 примірників. Станом на квітень 2019 року в США було продано 82 900 примірників.

## Список пісень
Автор музики і слів Віллі Нельсон і Бадді Кеннон (якщо не зазначено інше). 
| Стандартне видання | Стандартне видання                | Стандартне видання |
| #                  | Назва                             | Тривалість         |
| ------------------ | --------------------------------- | ------------------ |
| 1.                 | «Last Man Standing»               | 2:59               |
| 2.                 | «Don't Tell Noah»                 | 2:28               |
| 3.                 | «Bad Breath»                      | 3:03               |
| 4.                 | «Me and You»                      | 2:50               |
| 5.                 | «Something You Get Through»       | 3:52               |
| 6.                 | «Ready to Roar»                   | 2:35               |
| 7.                 | «Heaven Is Closed»                | 3:16               |
| 8.                 | «I Ain't Got Nothin’»             | 3:00               |
| 9.                 | «She Made My Day»                 | 2:43               |
| 10.                | «I'll Try to Do Better Next Time» | 2:59               |
| 11.                | «Very Far to Crawl»               | 3:48               |
| 33:34              |                                   |                    |

| Додаткові пісні Cracker Barrel делюкс видання | Додаткові пісні Cracker Barrel делюкс видання | Додаткові пісні Cracker Barrel делюкс видання | Додаткові пісні Cracker Barrel делюкс видання |
| #                                             | Назва                                         | Автор                                         | Тривалість                                    |
| --------------------------------------------- | --------------------------------------------- | --------------------------------------------- | --------------------------------------------- |
| 12.                                           | «The Front Row»                               |                                               | 2:40                                          |
| 13.                                           | «Who’ll Buy My Memories»                      | Віллі Нельсон                                 | 3:17                                          |
| 14.                                           | «Summer of Roses" / "December Day»            | Нельсон                                       | 3:49                                          |
| 43:21                                         |                                               |                                               |                                               |

## Учасники запису
- Бадді Кеннон — продюсування
- Елісон Краусс — бек-вокал, скрипка
- Віллі Нельсон — вокал, гітара
- Міккі Рафаель — гармоніка
- Джеймс Мітчелл — guitar
- Боббі Террі — електрогітара, сталева гітара, акустична гітара

## Чарти

### Тижневі чарти
| Чарт (2018)                                  | Найвища позиція |
| -------------------------------------------- | --------------- |
| Австрія Austrian Albums (Ö3 Austria)         | 32              |
| Бельгія Belgian Albums (Ultratop Flanders)   | 121             |
| Канада Canadian Albums (Billboard)           | 52              |
| Нідерланди Dutch Albums (MegaCharts)         | 86              |
| Німеччина German Albums (Offizielle Top 100) | 39              |
| Ірландія Irish Albums (IRMA)                 | 71              |
| New Zealand Heatseeker Albums (RMNZ)         | 5               |
| Норвегія Norwegian Albums (VG-lista)         | 26              |
| Шотландія Scottish Albums (OCC)              | 13              |
| Швейцарія Swiss Albums (Schweizer Hitparade) | 34              |
| Велика Британія UK Albums (OCC)              | 46              |
| Велика Британія UK Country Albums (OCC)      | 2               |
| США Billboard 200                            | 14              |
| США Top Country Albums (Billboard)           | 3               |

### Річні чарти
| Чарт (2018)                       | Позиція |
| --------------------------------- | ------- |
| US Top Country Albums (Billboard) | 80      |